# Skogsgardister
Skogsgardister kallas desertörer från Finlands armé som under fortsättningskriget 1941–1944 gömde sig i skogarna. Totalt uppskattas antalet desertörer under kriget till omkring 17 000. Skogsgardet bestod till största delen av permittenter som valt att inte återvända till fronten efter permission och krigstjänstskyldiga som aldrig inställde sig till tjänstgöring.